# 211106 Francinewetzel
211106 Francinewetzel este o planetă minoră (asteroid) din centura de asteroizi. A fost descoperită pe 15 martie 2002 la Observatorul Național Kitt Peak de Spacewatch. 
Obiectul prezintă o orbită caracterizată de o semiaxă mare de 2,3046560739368 UAi, o excentricitate de 0,16418989649833, o înclinație de 3,1913875845434 ° în raport cu ecliptica.